# Velika aliansa (1689)
Velika aliansa (1689), imenovana tudi dunajska, je bila vojaška zveza med cesarjem Svetega rimskega cesarstva, Nizozemsko, Anglijo, usmerjena proti ekspanzionistični politiki francoskega kralja Ludvika XIV.
Predhodnica velike alianse je bila t. i. augsburška aliansa, sklenjena 9. julija 1686 v Augsburgu med cesarjem Svetega rimskega cesarstva, Španijo, Švedsko, Bavarsko, frankovskim in bavarskim državnim okrožjem in drugimi državnimi stanovi, za obrambo pred teritorialnimi zahtevami Ludvika XIV. Vendar ni prišlo do ratifikacije dogovora z vseh strani in projekt skupne vojske ni bil uresničen.
Do ponovnega povezovanja vojaških moči proti Franciji je prišlo 12. maja 1689, ko je cesar Leopold I. sklenil vojaško zvezo z Nizozemsko in potem 12. septembra 1689 še z angleškim kraljem Viljemom III. Pogodba je bila ratificirana 20. decembra na Dunaju. Leta 1690 so k zvezi pristopili še Bavarska, Savoja-Piemont, Španija in Brandenburg.
Velika aliansa se je borila proti Franciji v devetletni vojni, ki se je končala z mirom med Francijo in Savojo v Torinu(1696) in z mirovnimi pogodbami med Francijo in ostalimi udeleženkami vojne v Rijswijku (1697).
V španski nasledstveni vojni je bila velika aliansa med cesarjem, Anglijo in Nizozemsko obnovljena s pogodbo v Haagu, 7. septembra 1701 (haška velika aliansa).